# Leandro Paredes
Leandro Daniel Paredes (Buenos Aires, 29 juni 1994) is een Argentijns voetballer die doorgaans als middenvelder speelt. Hij verruilde Paris Saint-Germain in augustus 2023 voor AS Roma. Paredes debuteerde in 2017 in het Argentijns voetbalelftal, waarmee hij in 2022 wereldkampioen werd.

## Clubcarrière

### Boca Juniors
Paredes stroomde door vanuit de jeugd van  Boca Juniors. Hij debuteerde op 6 november 2010 in de hoofdmacht van de club, in een wedstrijd tegen Argentinos Juniors. Hij speelde 31 wedstrijden voor Boca, waarin hij vijf keer scoorde, voordat hij de interesse genoot van Italiaanse clubs.

### Italië
Boca Juniors verhuurde Paredes gedurende de tweede helft van het seizoen aan Chievo Verona, waar hij door een blessure slechts één wedstrijd speelde. Het seizoen erop werd Paredes verhuurd aan AS Roma, dat in mei 2015 gebruikmaakte van een optie waarmee het hem voor 4,5 miljoen euro definitief overnam. De Italiaanse club verhuurde hem daarop zelf direct aan Empoli. Dat was op dat moment net als Roma actief in de Serie A. Paredes maakte gedurende het seizoen 2016/17 vervolgens deel uit van de selectie van AS Roma. Daarmee werd hij dat jaar tweede in de Serie A. 

### FK Zenit
Paredes tekende in juli 2017 een contract tot medio 2021 bij FK Zenit, de nummer drie van de Premjer-Liga in het voorgaande seizoen. Dat betaalde circa 23 miljoen euro voor hem aan AS Roma, dat daarbij tot 4 miljoen euro extra in het vooruitzicht kreeg aan eventuele bonussen. Hij speelde anderhalf jaar in Rusland,. Na het behalen van de vijfde plaats in 2017/18, werd Zenit in 2018/19 landskampioen. Paredes was de eerste helft van dit seizoen een vaste basisklant bij de Russische ploeg, maar vertrok voordat de prijzen werden verdeeld.

### Paris Saint-Germain
Paredes tekende in januari 2019 een contract tot medio 2023 bij Paris Saint-Germain, dat hem voor circa 40 miljoen euro overnam van FK Zenit. Een jaar na zijn komst naar Parijs maakte Paredes tegen Pau FC in de Coupe de France zijn eerste doelpunt voor Paris Saint-Germain. Hij droeg die wedstrijd eveneens de aanvoerderband. In 2018/19, 2019/20 en 2021/22 werd Paredes met 'PSG' kampioen van Frankrijk. Verder won hij twee keer de Coupe de France, eenmaal de Coupe de la Ligue en driemaal de Trophée des Champions. Hij werd nooit basisspeler bij 'PSG'. In drieënhalf seizoen kwam Paredes tot 117 wedstrijden en drie doelpunten, verdeeld over de competitie, bekertoernooien en de Champions League.

### Juventus
Op de slotdag van de transferperiode in 2022 werd Paredes voor een jaar verhuurd aan Serie A-club Juventus.  Hiervoor kwam hij dat jaar 25 speelronden in actie, maar wel 17 keer als invaller. Juventus had een optie om hem te kopen, maar maakte daar geen gebruik van.

### AS Roma
Paredes keerde in augustus 2023 terug naar AS Roma. Daar tekende hij deze keer voor twee seizoenen.

## Clubstatistieken
| Seizoen         | Club                | Competitie       | Competitie | Competitie | Beker | Beker | Internationaal | Internationaal | Totaal | Totaal |
| Seizoen         | Club                | Competitie       | Wed.       | Dlp.       | Wed.  | Dlp.  | Wed.           | Dlp.           | Wed.   | Dlp.   |
| --------------- | ------------------- | ---------------- | ---------- | ---------- | ----- | ----- | -------------- | -------------- | ------ | ------ |
| 2010/11         | Boca Juniors        | Primera División | 1          | 0          | 0     | 0     | —              | —              | 1      | 0      |
| 2011/12         | Boca Juniors        | Primera División | 3          | 0          | 2     | 0     | —              | —              | 5      | 0      |
| 2012/13         | Boca Juniors        | Primera División | 20         | 4          | 1     | 0     | —              | —              | 21     | 4      |
| 2013/14         | Boca Juniors        | Primera División | 4          | 1          | 0     | 0     | —              | —              | 4      | 1      |
| 2013/14         | → Chievo Verona     | Serie A          | 1          | 0          | 0     | 0     | —              | —              | 1      | 0      |
| 2014/15         | → AS Roma           | Serie A          | 10         | 1          | 2     | 0     | 1              | 0              | 13     | 1      |
| 2015/16         | → Empoli            | Serie A          | 33         | 2          | 0     | 0     | 0              | 0              | 33     | 2      |
| 2016/17         | AS Roma             | Serie A          | 27         | 3          | 4     | 0     | 10             | 0              | 41     | 3      |
| 2017/18         | FK Zenit            | Premjer-Liga     | 28         | 4          | 1     | 1     | 10             | 1              | 39     | 6      |
| 2018/19         | FK Zenit            | Premjer-Liga     | 15         | 3          | 0     | 0     | 7              | 1              | 22     | 4      |
| 2018/19         | Paris Saint-Germain | Ligue 1          | 16         | 0          | 4     | 0     | 2              | 0              | 22     | 0      |
| 2019/20         | Paris Saint-Germain | Ligue 1          | 17         | 0          | 10    | 1     | 6              | 0              | 33     | 1      |
| 2020/21         | Paris Saint-Germain | Ligue 1          | 21         | 1          | 7     | 0     | 8              | 0              | 36     | 1      |
| 2021/22         | Paris Saint-Germain | Ligue 1          | 15         | 1          | 2     | 0     | 5              | 0              | 22     | 1      |
| 2022/23         | Paris Saint-Germain | Ligue 1          | 3          | 0          | 1     | 0     | 0              | 0              | 4      | 0      |
| 2022/23         | → Juventus          | Serie A          | 25         | 1          | 2     | 0     | 8              | 0              | 35     | 1      |
| 2023/24         | AS Roma             | Serie A          | 34         | 3          | 2     | 0     | 13             | 2              | 49     | 5      |
| 2024/25         | AS Roma             | Serie A          | 0          | 0          | 0     | 0     | 0              | 0              | 0      | 0      |
| Carrière totaal | Carrière totaal     | Carrière totaal  | 273        | 24         | 38    | 2     | 71             | 4              | 382    | 30     |

Bijgewerkt t/m 17 juli 2024.

## Interlandcarrière
Paredes maakte deel uit van Argentinië –17 op het Zuid-Amerikaans kampioenschap –17 van 2011. Zijn ploeggenoten en hij plaatsten zich op dit toernooi voor het WK –17 van 2011. Paredes debuteerde op 13 juni 2017 in het Argentijns voetbalelftal. Bondscoach Jorge Sampaoli liet hem toen in de 60e minuut invallen voor Manuel Lanzini in een met 0–6 gewonnen oefeninterland tegen Singapore. Hij gaf diezelfde minuut nog een assist waaruit Papu Gómez de 0–3 maakte. Veertien minuten daarna schoot hij zelf de 0–4 binnen. Paredes had twaalf interlands achter zijn naam toen bondscoach Lionel Scaloni hem meenam naar de Copa América 2019, zijn eerste eindtoernooi. Hierop speelde hij alle zes de wedstrijden van de Argentijnen van begin tot eind. Paredes won met Argentinié de Copa América 2021. Anderhalf jaar later won hij samen met zijn landgenoten ook het wereldkampioenschap voetbal 2022 in Qatar. Nadat de finale tegen Frankrijk in 3–3 eindigde, nam Argentinië de strafschoppen beter. Paredes benutte de derde voor zijn team.

## Erelijst
| Ligue 1               | 3x | 2018/19, 2019/20, 2021/22 |
| Coupe de France       | 2x | 2019/20, 2020/21          |
| Coupe de la Ligue     | 1x | 2019/20                   |
| Trophée des Champions | 2x | 2019, 2020                |

| Competitie                     | Winnaar    | Winnaar    | Runner-up  | Runner-up  | Derde      | Derde      |
| Competitie                     | Aantal     | Jaren      | Aantal     | Jaren      | Aantal     | Jaren      |
| Argentinië                     | Argentinië | Argentinië | Argentinië | Argentinië | Argentinië | Argentinië |
| ------------------------------ | ---------- | ---------- | ---------- | ---------- | ---------- | ---------- |
| FIFA-wereldkampioenschap       | 1x         | 2022       |            |            |            |            |
| CONMEBOL–UEFA Cup of Champions | 1x         | 2022       |            |            |            |            |
| CONMEBOL Copa América          | 1x         | 2021       |            |            | 1x         | 2019       |

3 Angeliño ·
4 Cristante ·
5 N'Dicka ·
7 Pellegrini  ·
11 Dovbyk ·
12 Abdulhamid ·
14 Sjomoerodov ·
15 Hummels ·
16 Paredes ·
17 Koné ·
18 Soulé ·
19 Çelik ·
21 Dybala ·
22 Hermoso ·
23 Mancini ·
25 Nelsson ·
26 Dahl ·
28 Le Fée ·
35 Baldanzi ·
56 Saelemaekers ·
59 Zalewski ·
61 Pisilli ·
66 Sangaré ·
89 Marin ·
92 El Shaarawy ·
98 Ryan ·
99 Svilar ·
Coach: Jurić
1 Armani ·
2 Foyth ·
3 Tagliafico ·
4 Saravia ·
5 Paredes ·
6 Pezzella ·
7 Pereyra ·
8 Acuña ·
9 Agüero ·
10 Messi  ·
11 Di María ·
12 Marchesín ·
13 Funes Mori ·
14 Casco ·
15 Pizarro ·
16 De Paul ·
17 Otamendi ·
18 Rodríguez ·
19 Suárez ·
20 Lo Celso ·
21 Dybala ·
22 Martínez ·
23 Musso ·
Coach: Scaloni
1 Armani ·
2 Foyth ·
3 Tagliafico ·
4 Montiel ·
5 Paredes ·
6 Pezzella ·
7 De Paul ·
8 Acuña ·
9 Álvarez ·
10 Messi  ·
11 Di María ·
12 Rulli ·
13 Romero ·
14 Palacios ·
15 Correa ·
16 Almada ·
17 Gómez ·
18 Rodríguez ·
19 Otamendi ·
20 Mac Allister ·
21 Dybala ·
22 La. Martínez ·
23 E. Martínez ·
24 Fernández ·
25 Li. Martínez ·
26 Molina ·
Coach: Scaloni